# Рубеж безопасного удаления
Рубеж безопасного удаления (РБУ) — термин в тактике наступательного общевойскового боя. Описывает минимальное расстояние, где атакующие цепи стрелковых частей находятся вне зоны поражения своих средств огневой поддержки (например — артиллерии и РСЗО), которые в это время ведут подавляющий огонь по оборонительным порядкам противника. Иными словами: минимально допустимое удаление пехотной цепи вне укрытий от разрывов своих снарядов над линией вражеских окопов.

## Определение
Параметр РБУ имеет непосредственное отношение к координации действий между наступающими частями и средствами огневой поддержки и выбирается таким образом, чтобы исключить огневое поражение своих штурмовых подразделений. Как правило, он складывается из двух независимых составляющих, где первая — максимально возможное отклонение отдельного снаряда от средней точки падения, вторая — расстояние, на котором поражающие элементы снаряда все еще сохраняют убойную силу. Имеет критическое значение в некоторых тактических ситуациях, например при организации огневого вала.
Численное значение параметра РБУ считается равным:
- для стрелковых подразделений атакующих в пешем порядке – 400 м;
- для мотострелковых подразделений на боевых машинах пехоты (БТР) – 300 м;
- для танковых подразделений – 200 м[1][2].

Однако, стоит отметить, что величина РБУ может существенно варьироваться в зависимости от тактической ситуации и особенностей рельефа местности, по которой развивается наступление.